# 2-Mercaptopropionsäure
2-Mercaptopropionsäure, auch Thiomilchsäure,  ist eine organisch-chemische Verbindung, die zur Synthese von Herbiziden benötigt wird und auch in Enthaarungscremes verwendet wird. Das Ammoniumsalz der Thiomilchsäure, Ammoniumthiolactat, wird ähnlich wie Ammoniumthioglycolat für die Dauerwelle im Friseursalon eingesetzt.

## Isomerie
2-Mercaptopropionsäure ist chiral, es gibt also zwei Enantiomere, die (R)-Thiomilchsäure und die (S)-Thiomilchsäure. Wenn von „Thiomilchsäure“ ohne weitere Bezeichnungszusätze gesprochen wird, ist stets ein 1:1-Gemisch (Racemat) aus (R)-Thiomilchsäure und (S)-Thiomilchsäure gemeint. Dieses Gemisch nennt man präzise (RS)-Thiomilchsäure [Synonym: (RS)-2-Mercaptopropionsäure].